# Diepflingen
Diepflingen is een gemeente en plaats in het Zwitserse kanton Basel-Landschaft, en maakt deel uit van het district Sissach.
Diepflingen telt 690 inwoners.